# Acacia glaucocarpa
Acacia glaucocarpa é uma espécie de leguminosa do gênero Acacia, pertencente à família Fabaceae.